# シルス・マリア
シルス・マリア(Sils/Segl Maria)は、スイス東南部、グラウビュンデン州のオーバーエンガディン地方の基礎自治体、シルス(Sils/Segl)にある地区のひとつである。
哲学者で詩人、作家でもあったフリードリヒ・ニーチェの記念館、「ニーチェハウス」があり、当時のまま残されているニーチェの部屋などが一般公開されている。トーマス・マン、ヘルマン・ヘッセなども、インスピレーションや安らぎを求めてシルス・マリアを訪れている。森に囲まれた高台にはシルス・マリアを代表する最高級クラスのホテル「ワルトハウス」がある。